# Campsicnemus depauperatus
Campsicnemus depauperatus är en tvåvingeart som beskrevs av Octave Parent 1939. Campsicnemus depauperatus ingår i släktet Campsicnemus och familjen styltflugor. Inga underarter finns listade i Catalogue of Life.